# Ann-Sofie Magnusson
Ann-Sofie Magnusson, född 1962, är en svensk journalist, sjuksköterska och författare samt filosofie doktor i journalistik och masskommunikation. Hon är även lektor vid institutionen för vårdvetenskap och hälsa vid Sahlgrenska Akademin, Göteborgs Universitet.
Magnusson har studerat och skrivit om stödinsatser efter Backabranden i Göteborg 1998, och disputerade 2010 på en avhandling om hur psykiatrivården behandlas i massmedia. Hon har intresserat sig för hur olika aspekter av kommunikation kan föras in och diskuteras för personal inom hälso- och sjukvård. Hon har även forskat om samspelet mellan massmedia och sjukvård, till exempel hur medierna skriver om personcentrerad vård och hur det påverkar sjukvården och patienterna.